# Phaio unimacula
Phaio unimacula là một loài bướm đêm thuộc phân họ Arctiinae, họ Erebidae.